# Le Dernier Présage
Pour plus de détails, voir Fiche technique et Distribution.
Le Dernier Présage, ou Première neige au Québec (First Snow), est un film américain réalisé par Mark Fergus sorti en 2006.

## Synopsis
Marqué par sa rencontre par un voyant qui lui annonce sa mort prochaine, un vendeur tente de renverser son sort.
Lorsqu'un voyant, Vacaro, lui apprend qu'il mourra peu après la première neige, Jimmy Stark, un ambitieux vendeur du Nouveau-Mexique, en devient perturbé. Certaines prédictions faite par Vacaro quelques jours auparavant, se sont effectivement déroulées. Mais au même moment, Jimmy apprend que son vieil ami Vincent, ex-complice dans une magouille qui a mal tournée, vient de sortir de prison et ne lui pas pardonné de l'avoir trahi.

## Fiche technique
- Titre original : First snow
- Titre français : Le dernier présage
- Titre québécois : Première neige
- Réalisation : Mark Fergus
- Scénario : Mark Fergus, Hawk Ostby
- Direction artistique : Mark Alan Duran
- Costumes : Lahly Poore-Ericson
- Photographie : Eric Edwards
- Montage : Jay Cassidy
- Musique : Cliff Martinez
- Production : Tom Lassally, Sean Furst
- Société(s) de production : El Camino pictures, Syndicate Films International
- Pays d'origine : USA
- Langue originale : anglais
- Format : couleur — 2.35:1 — cinémascope
- Genre : drame
- Durée : 97 minutes
- Dates de sortie :
  -  États-Unis : 23 mars 2007
  -  France : 1er avril 2011 directement en vidéo

## Distribution
Légende : V. F. = Version Française[réf. nécessaire] et V. Q. = Version Québécoise
- Guy Pearce (V. F. : Bernard Gabay et V. Q. : Frédéric Paquet) : Jimmy Starks
- Piper Perabo (V. F. : Dorothée Pousséo et V. Q. : Geneviève Désilets) : Deirdre
- J. K. Simmons (V. F. : Gérard Darier et V. Q. : Jean-Marie Moncelet) : Vacaro
- William Fichtner (V. F. : Bruno Dubernat et V. Q. : Jean-Luc Montminy) : Ed
- Rick Gonzalez (V. F. : Yoann Sover et V. Q. : Hugolin Chevrette) : Andy Lopez
- Shea Whigham (V. F. : Bruno Choel et V. Q. : Louis-Philippe Dandenault) : Vincent
- Jackie Burroughs (V. Q. : Élizabeth Chouvalidzé) : Maggie
- Adam Scott (V. F. : Denis Laustriat) : Tom Morelane
- Luce Rains (V. Q. : Marc Bellier) : Roy Harrison